# Kabinett Pfordten II
Das Kabinett Pfordten II bildete vom 4. Dezember 1864 bis 29. Dezember 1866 die von König Ludwig II. berufene Landesregierung des Königreiches Bayern. Ludwig II. machte bei seinem Regierungsantritt 1864 von der Pfordten erneut zum Vorsitzenden im Ministerrat. Nach dem Scheitern dessen Vermittlungsbemühungen und der militärischen Niederlage Bayerns im Deutschen Krieg auf der Seite Österreichs gegen Preußen trat von der Pfordten im Dezember 1866 endgültig zurück.
| Amt                                           | Name |
| --------------------------------------------- | --- |
| Vorsitzender im Ministerrat, Äußeres          | Ludwig von der Pfordten |
| Inneres                                       | Maximilian von Neumayr bis 7. November 1865 Nikolaus Ritter von Koch vom 22. Dezember 1865 bis 19. Januar 1866 (†) von Vogel (Verweser) Wilhelm Johann Nepomuk Freiherr von Pechmann ab 1. August 1866 |
| Inneres für Kirchen- und Schulangelegenheiten | Nikolaus Ritter von Koch bis 19. Januar 1866 (†) Franz von Greßer |
| Justiz                                        | Eduard Peter Ritter von Bomhard |
| Finanzen                                      | Benno Heinrich Ritter von Pfeufer bis 1. August 1866 Adolph von Pfretzschner |
| Handel und öffentliche Arbeiten               | Benno Heinrich Ritter von Pfeufer bis 1. Januar 1865 Adolph von Pfretzschner bis 1. August 1866 Gustav Ritter von Schlör                                                                               |
| Krieg                                         | Eduard Ritter von Lutz bis 1. August 1866 Siegmund Freiherr von Pranckh |